# Artem Lobov
Artem Lobov (russisk: Артëм Лобов tr. Artjom Lobov ; født 11 august 1986 i Nisjnij Novgorod i Rusland, er en russisk-irsk MMA-udøver som siden 2015 har konkurreret i organisationen Ultimate Fighting Championship (UFC). Han har været professionel siden 2010 og medvirkede i The Ultimate Fighter: Team McGregor vs. Team Faber og har ligeledes konkurreret i ACB, såvel som britiske organisationer Cage Warriors og Cage Contender. Han træner i Dublin og er medlem af SBG Ireland. Han er ligeledes god ven af irske Conor McGregor.

## Mesterskaber og hæder

### Mixed martial arts
- Ultimate Fighting Championship
  - Fight of the Night (1 gang) vs. Cub Swanson